# Xestoso
Xestoso (spanisch Gestoso) ist eines von vier Parroquias in der Gemeinde Villanueva de Oscos der Autonomen Region Asturien in Spanien.

## Geographie
Xestoso ist ein Parroquia mit 91 Einwohnern (2011) und einer Fläche von 12,85 km². Es liegt auf 70 msnm. Die nächste größere Ortschaft ist Villanueva de Oscos, der 8,5 km entfernte Hauptort der gleichnamigen Gemeinde.

### Verkehrsanbindung  ab Villanueva de Oscos
Über Sta. Eufemia – El Rio – Posarón – Salgueiras nach Gestoso.
Nächste Flugplätze: Oviedo  (185 km) und Rozas

## Klima
Angenehm milde Sommer mit ebenfalls milden, selten strengen Wintern. In den Hochlagen können die Winter durchaus streng werden.

## Weiler in der Parroquia
Batribán, Cotarelo, Regodesebes, Salgueiras, As Toleiras und Xestoso.

## Sehenswürdigkeiten
- Kapelle Virgen del Carmen in Xestoso
- Kapelle Cimadevilla
- Kirche San Xosé de Xestoso